# Full Frontal. Wszystko na wierzchu
 Full Frontal. Wszystko na wierzchu (oryg. Full Frontal) – film o jednym dniu z życia mieszkańców Hollywood, którzy zmierzają na przyjęcie urodzinowe przyjaciela – ekscentrycznego producenta filmowego przed czterdziestką.
Kontynuacja dramatu Seks, kłamstwa i kasety wideo, wyreżyserowanego przez Stevena Soderbergha.

## Obsada
- David Duchovny – Bill / Gus
- Enrico Colantoni – Arty
- Nicky Katt – Hitler
- Catherine Keener – Lee
- Mary McCormack – Linda
- David Hyde Pierce – Carl
- Julia Roberts – Francesca / Catherine
- Blair Underwood – Calvin / Nicholas
- Jeff Garlin – Harvey
- David Alan Basche – agent Nicholasa
- Terence Stamp – człowiek w samolocie / w roli samego siebie
- David Fincher – reżyser filmowy
- Jerry Weintraub – Jerry
- Brad Pitt w roli samego siebie
- Rainn Wilson, Eddie McClintock, Dina Waters i Sandra Oh – zwolnieni pracownicy
- January Jones – Tracy
- Patrick Fischler – asystent Harveya